# 中国人民武装警察部队后勤学院
中国人民武装警察部队后勤学院，简称武警后勤学院，位于天津市东丽区汇智环路1号，隶属中国人民武装警察部队后勤部，是武警后勤指挥和后勤保障专业综合性后勤院校。

## 沿革

中国人民武装警察部队医学院院名

- 1984年6月，经公安部批准，中国人民武装警察部队卫生学校（简称武警卫校）在北京成立。学校编制为正师级，设训练部、政治部、校务部3个机关，编制均为副师级。学校开设临床医学、护理、药剂、检验、影像5个专业，培训目标是中等医务人才，学制2年。学校在北京没有校址，1988年下半年经武警总部批准在天津定点建校[2]。
- 1984年下半年起，学校采取“集中领导，分散办学”的方式，在条件较好的武警直辖市、省、自治区总队医院组建学员队，培训各专业的学员[2]。
- 1989年9月，经公安部批准，学校更名为中国人民武装警察部队医学专科学校（简称武警医专），编制等级和领导机关不变。1990年6月，学校第一期基建工程完工。1990年9月，第一期集中办学的学员入校。1991年8月起，学校与天津医学院联合培养本科生[2]。
- 1993年12月，经国家教委批准，正式组建中国人民武装警察部队医学院（简称武警医学院）。学校编制等级不变，下设训练部、政治部、院务部，编制等级不变[2]。
- 1994年8月，学院开始独立招收临床医学本科生，1997年6月通过了国家教委对本科教学工作的合格评价，1998年开始和地方大学联合培养硕士研究生，1999年获得学士学位授予权[2]。
- 2000年3月，原武警天津总队医院正式转隶为学院的附属医院[2]。
- 2000年5月，经中央军委批准，学院编制从正师级调整为副军级，设训练部（正师级）、政治部（正师级）、院务部（副师级）、科研部（副师级）4个领导机关，另外设有基础部（副师级），并且组建了临床医学系（副师级）、护理学系（副师级）、医技药学系（副师级）、卫生勤务学系（副师级），附属医院从正团级调整为正师级[2]。
- 2007年下半年，学院落实新编制，撤销医技药学系，新设预防医学系（副师级），研究生管理大队编制调整为副师级。2007年起，学院与地方大学联合培养博士研究生[2]。
- 2011年，以武警医学院为主体，将武警工程学院后勤专业并入，改建为“中国人民武装警察部队后勤学院”。2011年9月3日，武警后勤学院挂牌暨开学典礼举行，武警部队副司令员何映华中将和中共天津市委常委、常务副市长杨栋梁共同为武警后勤学院揭牌，武警部队后勤部政委姚立功、副部长沈金伦，武警指挥学院院长夏鹤，武警天津市总队总队长刘长余，武警后勤学院院长李玉明、政委张晓平出席[3]。武警后勤学院担负后勤人才培训中心、后勤科技研发基地、面向部队服务窗口、应急保障机动力量的任务[2]。
- 2013年6月3日，中国人民武装警察部队后勤学院与天津大学联合办学协议签字仪式在武警后勤学院礼堂二楼会议室举行，两校决定合作共建天津大学医学院（武警后勤学院医学部）；双方还将在多方面开展实质性合作[4]。
- 2017年，在深化国防和军队改革中，调整组建新的中国人民武装警察部队后勤学院[5]。

## 历任领导
| 院长 - 袁兆丰（1984年6月—1989年9月，武警卫校副校长主持工作） - 魏继同（1989年9月—1993年12月，武警医专校长；1993年12月—1994年，武警医学院院长） - 左铁锷（1994年—1998年12月，武警医学院院长） - 梁香华（1998年12月—1999年9月，武警医学院院长） - 杨希忠 武警少将（1999年9月—2000年8月，武警医学院院长） - 雷志勇 武警少将（2000年8月—2008年2月，武警医学院院长） - 王发强 武警专业技术少将（2008年2月—2011年4月，武警医学院院长） - 李玉明 武警少将（2011年4月—2017年7月，武警后勤学院院长） - 李俊辉 武警大校（2017年7月—，武警后勤学院院长） | 政治委员 - 王梦贤（1984年6月—？，武警卫校副政治委员主持工作） - 高俊（？—1989年9月，武警卫校政治委员；1989年9月—1993年12月，武警医专政治委员） - 李庆安（1993年12月—1996年12月，武警医学院政治委员） - 叶松海 武警少将（1996年12月—2006年1月，武警医学院政治委员） - 史国双 武警少将（2006年1月—2010年7月） - 张晓平 武警少将（2010年7月—2015年8月） - 李进 武警大校（2015年8月—2017年7月） - 史社平 武警大校（2017年7月—） |

## 专业设置
2017年改革前，学历教育开设的专业有：
- 汽车分队指挥
- 军械
- 油料
- 营房
- 军需物资
- 军队财务管理
- 救援医学
- 营区医学
- 预防医学
- 医学检验
- 药学
- 护理[1]

## 附属医院
- 中国人民武装警察部队特色医学中心